# Ipari Szakközépiskola (Komárom)

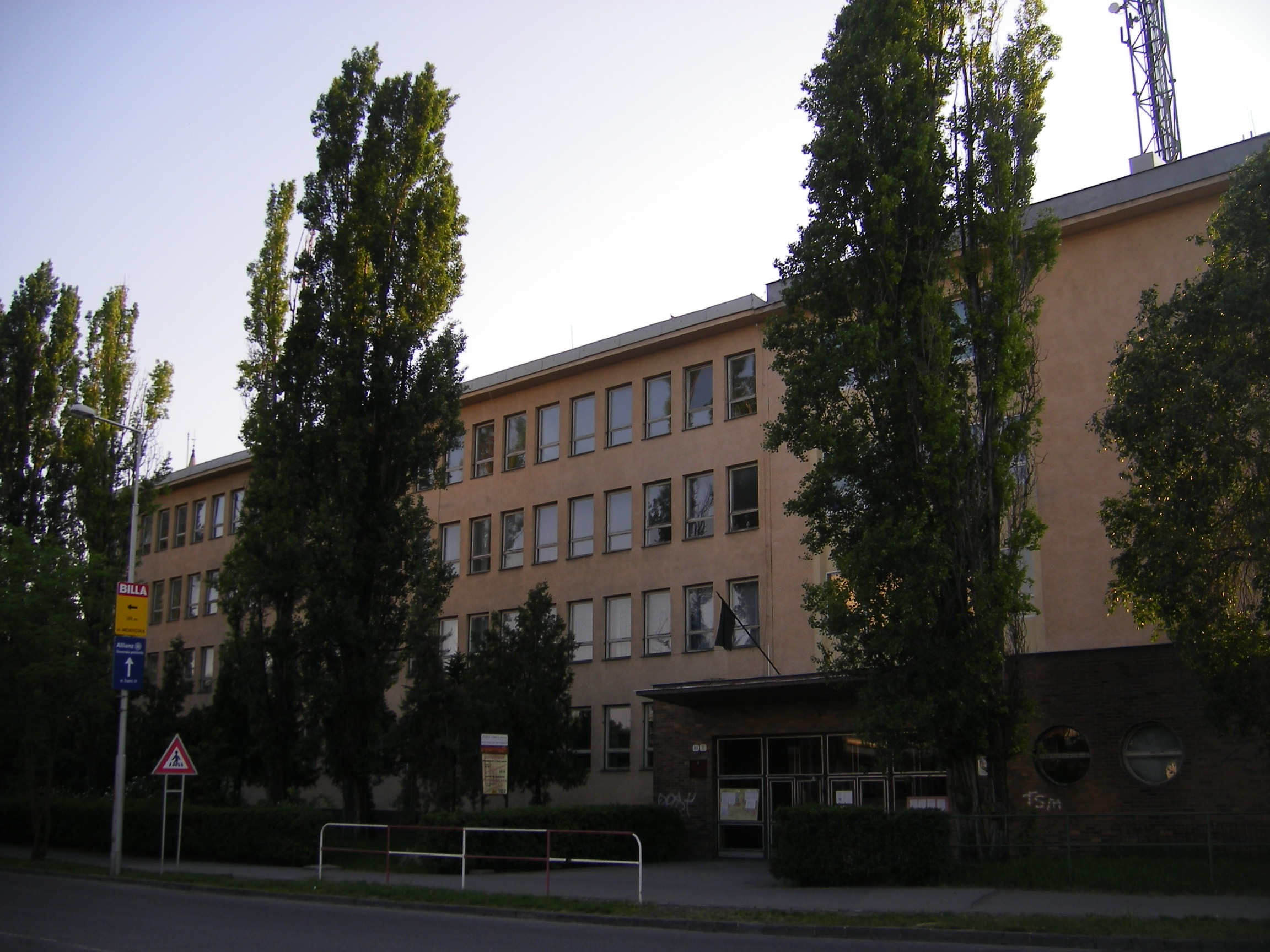
Az iskola épülete a Petőfi utcában

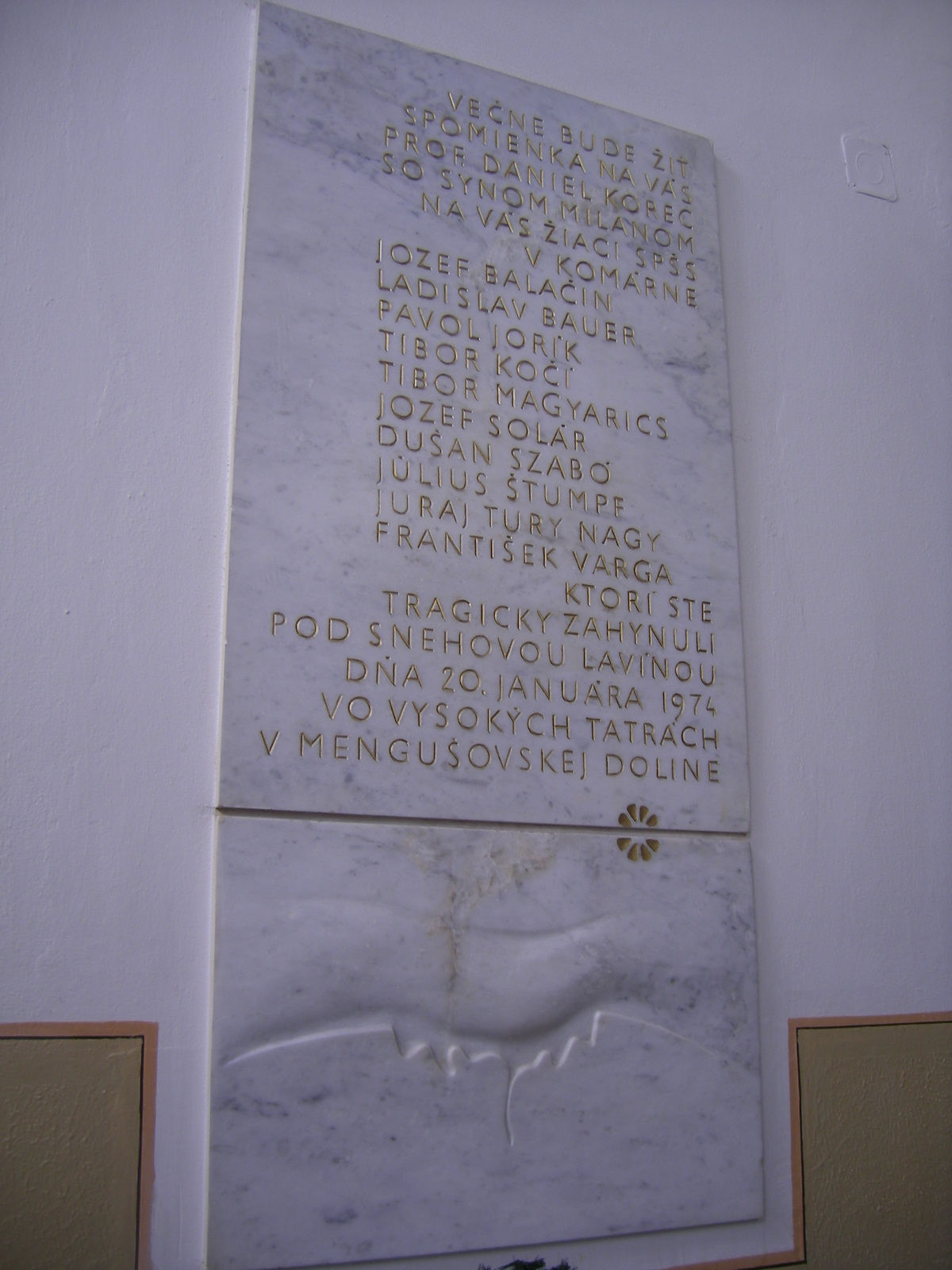
Az 1974-es lavinabaleset áldozatainak emléktáblája

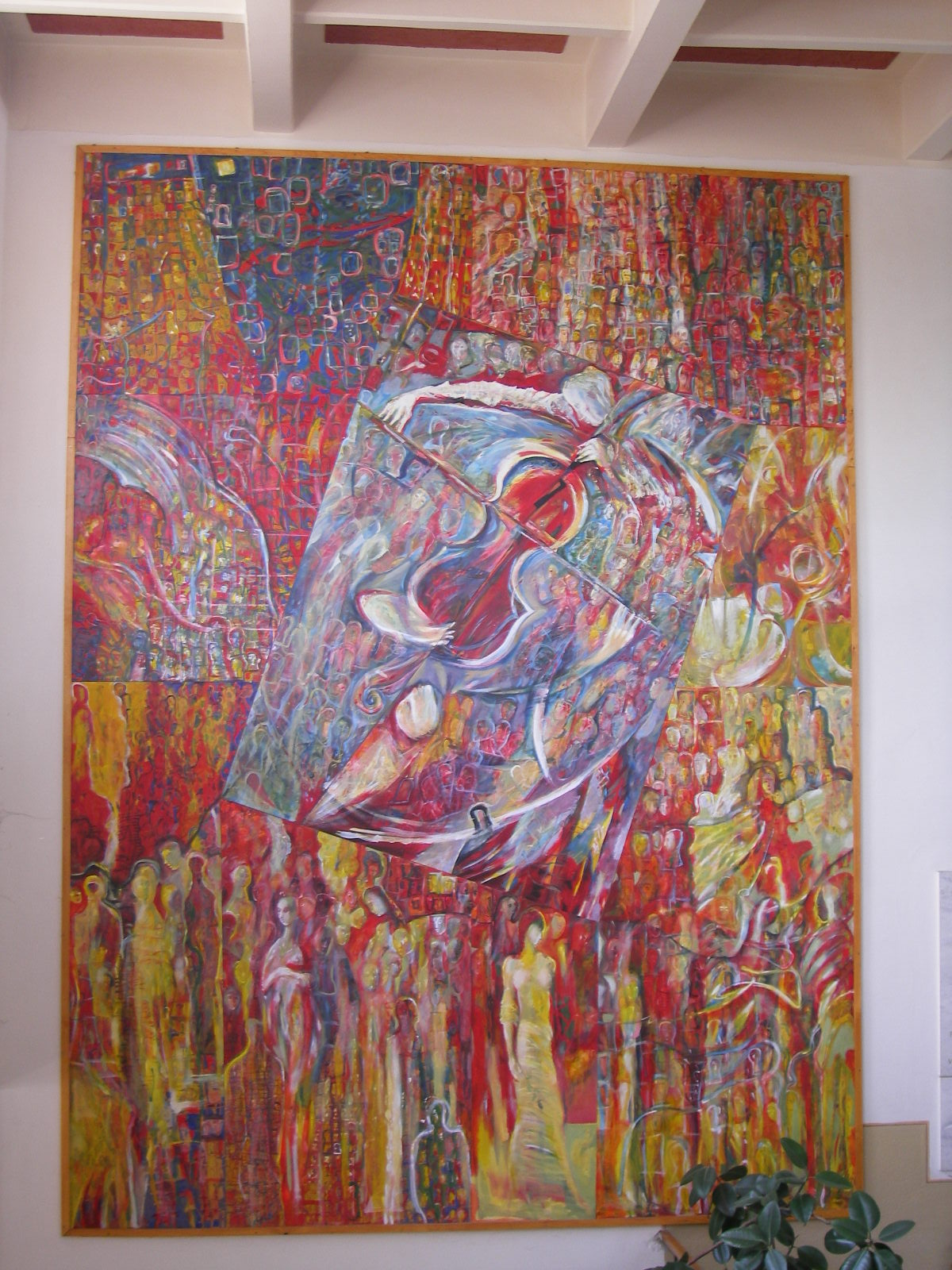
Festmény az iskola épületében

A komáromi ipari középiskola - 1951-ben Dél-Szlovákia iparosításának köszönhetően jött létre, s napjainkban jelentős helyet foglal el a Szlovák Köztársaság iskolarendszerében. 

## 1951-1976
1947. április 23-án lerakták Komáromban az új Komáromi Hajógyár alapkövét. Ezután fokozatosan felépült a vállalat, amely – természetesen – nem létezhetett képzett szakemberek nélkül. Ezért az 1951/52 – es tanévben Felsőfokú Gépészeti Ipariiskola néven megnyílt a hajógyár vállalati iskolája. Az előkészületei munkálatokkal és a tanulók toborzásával Ján Antosikot, a tanonciskola igazgatóját bízták meg. Az iskola mai Vár utcai szaktanintézet épületében kapott helyet. Az 1951/52 – es tanévben 47 diák ült a padokba., ebből az első évfolyamot 38-an fejezték be. 1951. november 1-től Berecz Gyula mérnököt bízták meg az iskola irányításával. 
Az 1952/53 – as tanévben az iskolát áthelyezték a hajógyárhoz közeli fabarakkokba. Itt sem maradt azonban sokáig, mert 1953. január 1-jétől a mai magyar gimnáziumban, az 1953/54 – es tanévben pedig a szlovák gimnáziumban folytatódott a tanítás. 1953. január 1-jén az iskolát államosították, és megnyíltak az első magyar osztályok. Végre valóra vált sokak óhaja, hogy minden gyerek anyanyelvén szerezhesse meg a tudást, melyet majd felnőtt korában kamatoztathat. 1953-ban megnyílt a dolgozók esti iskolája, majd az évek során Érsekújvárban, Surányban, Tolmácson, Dunaszerdahelyen és Somorján megnyíltak az első kihelyezett osztályok. Az 1953/54-es tanévben a Csehszlovákiában tartózkodó görög anyanyelvü emigránsok számára is lehetővé vált iskolánkon a szakérettségi megszerzése. 
Az új iskolának nagyon sok problémával és nehézséggel kellett szembenéznie. Nemcsak a megfelelő helyiségek, hanem a tankönyvek, tanítási eszközök , és a tapasztalt pedagógusok is hiányoztak. A néhány lelkes és kitartó tanár, valamint a tanulók fiatalos lendülete egymás után hárította el az akadályokat. Az 1953/54-es tanév végén az iskola 13 osztállyal és 427 tanulóval a Nyitrai kerület legnagyobb szakközépiskolái közé tartozott.
Az iskola vezetősége mindent megtett az oktató-nevelői munka színvonalának javításáért. Az 1954/55-ös tanévben befejeződött a tornaterem tatarozása, az egész iskolaépületet kifestették, igazgatói irodát rendeztek be, és az egyik bérelt épületben műhelyeket alakítottak ki. Az 1958/59-es tanévben kiegészítették a műhelyek berendezését és anyagraktárt létesítettek. A tanári kar fiatal, képzett pedagógusokkal bővült. Az 1959/60-as tanévben Schlett János mérnököt nevezték ki az iskola élére. Az igazgatóhelyettesi tisztségeket Ján Miškovic prom. ped. és Kanyicska Tivadar mérnök töltötték be.

## Új iskolaépület
1964. február 14. ünnep volt az iskola életében. A mai Petőfi utcában ünnepélyes keretek között adták át rendeltetésének a tizennégy millió koronás beruházással felépített új iskolaépületet. Hamarosan elkészült a diákotthon, a mühelyek, a laboratóriumok és a sportpálya. Az új iskolában teljes erővel lüktetett az élet. Felvette a kapcsolatot a wismari Hajóépítő Iskolával, s a tanulók kölcsönös szakmai gyakorlaton vettek részt.
Az 1965-ös tanév előbb fejeződött be, mivel a Duna 1965. június 15-én Patnál és Csicsónál – a néhány hónapos szívós küzdelem ellenére – átszakította a gátat, s árvíz söpört végig Dél-Szlovákián. A tanárok és diákok önzetlenül segítettek a komáromi ideiglenes védőgátak erősítésén. A diákotthon és az iskola tantermei „szállodává“ alakultak át, az árvíz miatt otthonukat elveszített embereket szállásolták el bennük. Az 1965/66-os tanévben egyes osztályokban csak október közepén kezdődött el a tanítás. 
Komárom város fennállásának alkalmából az iskola a Városi Nemzeti Bizottság díszoklevelét és emlékplakettjét kapta. Ebben az időszakban kezdődött el a Komáromi Gépipari Szakközépiskola és az esztergomi Bányagépészeti és Bányavillamossági Technikum közti baráti kapcsolat. A két iskola pedagógusai több alkalommal találkozót szerveztek, hogy összemérjék erejüket és tudásukat a sport és kulturális élet terén. Az iskola tanulói ezenkívül csereüdülésen vettek részt Wismarban, komlóbrigádon Csehországban, a nyári szünidőben a SONP Kladno vállalat termelési feladatainak teljesítésében segédkeztek, ősszel pedig kivették részüket a gyulamajori Állami Gazdaság terménybetakarítási munkálataiból.
Ezekben az években az iskola színes és gazdag életet élt. A diákotthonban irodalmi kör működött, a sportélet is felélénkült, asztalitenisz-bajnokságot, kézilabdatornát rendeztek, a sakkcsapat országos szintű versenyeken is szép eredményeket ért el. 
1974. január 20- án az iskola történetének legnagyobb tragédiája következett be.  10:40-kor a Magas – Tátra Mengusov – völgyében a hirtelen lezúduló hólavina maga alá temette a sítanfolyam résztvevőit. A tragédia, amelyért senkit sem lehetett felelősségre vonni, ártatlan áldozatokat követelt. A vastag  hóréteg alatt lelte halálát Daniel Korec testnevelőtanár és fia Milan  valamint Dušan Szabó,  Jozef Balačin, Pavol Jorík, Tibor Magyarics, František Varga, Ladislav Bauer, Jozef Solár, Július Štumpf, Juraj Turi-Nagy és Tibor Kočí (az iskola diákjai). Emléküket örök mementóként őrzi a Magas-Tátra jelképes temetőjében, az iskola előcsarnokában és a kollégium előtt a márvány emléktábla. A búcsú az iskolatársakkal nagyon nehéz volt, de a szomorúság felett győzött a fiatalos munkakedv és az iskola élete újból a régi kerékvágásba lendült. 1974. április elején baráti kapcsolat jött létre a Stará Tura-i Elektrotechnikai Szakközépiskolával, s a tanulók így minden évben kölcsönös szakmai gyakorlaton vehettek részt. 
Az 1975-ös évben Prágában megrendezett országos spartakiádon az iskolát nyolcvan diák képviselte. 1975. augusztus 28-án a köztársasági elnök a „Kiváló munkáért állami kitüntetést adományozta az iskolának a sport és testnevelés terén elért sokéves eredményekért valamint az országos spartakiádon való példás részvételért. Az iskola huszonöt éves fennállása alatt ez volt a legjelentősebb kitüntetés.    	    
(Átvéve az 1976-os évkönyvből)

## 1976 – 2001
Az 1976-os év a 25. évforduló tiszteletére rendezett ünnepség előkészületeinek jegyében zajlott. November 19-én a jelenlegi komáromi Matica Székházban jubileumi ünnepségre került sor, amelyen részt vettek az iskola volt diákjai is. Ez alkalomból az iskola több kitüntetést kapott a fiatal nemzedék oktatásában és nevelésében elért eredményekért és sikerekért. Az évforduló után folytatódott az iskola mindennapi élete. A lelkes és összetartó tantestület tanított, nevelt, tette a dolgát. 
1977. július 1-jén 47 évi pedagógiai tevékenység után nyugalomba vonult Ján Miškovic igazgatóhelyettes. Az iskolára új fiatal tanárok érkeztek, a tantestület létszáma fokozatosan 40-re nőtt. Az 1977/78-as tanévben 18 osztályban 633 diák tanult. Ezekben az években kezdték építeni a Bős–nagymarosi vízlépcső|t, és szükség volt építészeti középkáderekre. Az 1978/79-es tanévben ezért vízgazdálkodási építészeti szak nyílt (1 szlovák, 1 magyar osztály) 72 tanulóval.
1979. április 20-21-én Prágában országos pedagóguskonferenciát rendeztek, amelyen részt vett Kanyicska Tivadar iskolaigazgatóés Mézes Zoltán igazgatóhelyettes, akik a prágai várban átvették a köztársasági elnöktől az iskola részére a munka érdemrend kitüntetést. 

## Új szakok
Az 1979/80-as tanévben tovább gyarapodott az iskolában oktatott szakok száma, két magasépítészeti osztály nyílt. A vezetőség és a tanári kar érdeme, hogy az alapiskolákon megnőtt az érdeklődés az új szakok iránt. A tanulók számára azonban már kicsinek bizonyult az iskola. A Petőfi utcai épületben a gépészeti osztályok voltak, ezért az építészeti osztályokat más iskolákon kellett elhelyezni: a hajógyár Vár utcai Szaktanintézetében, a Munka utcai, a Határőrség utcai és a Komenský utcai alapiskolákon, ami jelentősen megnehezítette a tanárok oktató-nevelői munkáját. Ezért elkezdődött az új iskolaépület építése a főépület és a diákotthon közötti telken. A hozzáépítés társadalmi munkával két év alatt készült el, a szülők és a tanárok segítségének köszönhetően. A régi épülethez hozzáépített B pavilont 1983. szeptember elsején vehették birtokukba. 1983/84-ben az iskolának 16 gépészeti és 13 építészeti osztálya volt. Az új épület összekötötte a fő épületet – az A pavilont - , a műhelyt és a diákotthont. A B pavilonban építészeti osztályok, tanári irodák és szaktantermek – korszerűen berendezett rajztermek voltak. Különösen értékessé vált az új épület a diákotthonban lakó tanulók számára, mivel ezentúl a B pavilonon keresztül járhattak az iskolába. A tanárok nagyon jó közösséget alkottak, az iskolában kellemes légkör uralkodott. A B pavilon felépítésével egyidőben a főépületben számítástechnikai laboratórium létesült, ami szintén hozzájárult az iskolai munka hatékonyságának növeléséhez.
Az 1985/86-os év új változásokat hozott az iskola életében. Új tanulmányi szak – gyengeáramú elektrotechnika – indult automatizációs technika irányzattal (1 szlovák, 2 magyar osztály). Az új szak bevezetése komoly feladatok elé állította mind a vezetőséget mind a tanári kart. Ismét megváltozott a tantestület összetétele. Az építészeti osztályok fokozatosan Ógyallára költöztek át, ahol létrejött az új Építészeti Szakközépiskola. Az 1985/86-os tanévben az iskolának 29 osztálya volt (16 gépészeti, 10 építészeti, 3 elektrotechnikai). Az építészeti osztályok korszerűen berendezett szaktantermei sok pénz és fáradságos munka árán elektrotechnikai laboratóriumokká változtak. A szaktanárok közül sokan a szabad idejüket áldozták fel e nemes cél érdekében. Nekik köszönhető, hogy ma az elektrotechnikai osztályok elméleti ismereteiket a szakmai és laboratóriumi gyakorlat óráin szaktantermekben tudják alkalmazni. Kiemelt figyelmet szentelnek a számítástechnika oktatásának mind felhasználói mind programozási alapon. 
A bársonyos forradalmat követően felerősödtek a nemzeti érzések, várhatóak voltak a támadások a magyar iskolák ellen. A megzavarodott légkörben a tantestület tagjai tisztességesen, lelkiismeretesen végezték tovább munkájukat, tanítottak, neveltek úgy, hogy a tanulók ezt ne érezzék. Különös figyelmet szenteltek az anyanyelv megőrzését szolgáló rendezvényeknek. Igyekeztek becsületes munkára, emberségre, nemzetiségük, anyanyelvük megőrzésére tanítani tanítványaikat. Az iskola számtalan volt diákjára büszkén tekinthet. Az életben sikeresen megállják a helyüket, s merik vállalni azt, amire tanáraik tanították és nevelték őket. Ők azok, akik ápolói nemzeti kultúránknak, féltői anyanyelvünknek, támaszai nemzetiségünknek. 
A bársonyos forradalom után változások következtek be az iskola életében is. Kanyicska Tivadar mérnök többéves igazgatói tevékenység után nyugdíjba ment, s 1991. augusztus 1-jétől Pém Róbert mérnök lépett a helyébe. Az ő hivatalba lépésével megváltozott az iskola egész vezetősége, és megváltozott a munkastílus is. 
A társadalmi rendszerben bekövetkezett változások, a gazdasági fejlődés új útjára való lépés az 1992/93-as tanévben új szak – műszaki és informatikai szolgáltatások a gépészetben – megnyitását eredményezték: két osztály indult, egy szlovák és egy magyar tanítási nyelvű. Az osztályok és a tanulók létszámának növekedése újabb feladatok elé állította az iskolát. Egy tornaterem már kevésnek bizonyult, ezért egy másikat kellett építeni. A testnevelő tanárok segítségével elkészült ún. Kis tornaterem. A műszaki és informatikai szolgáltatások a gépészetben szak tanulói számára új szaktantermeket kellett kialakítani és írógépekkel ellátni. Ma már a mechanikus írógépek helyett a tanulók számítógépen tanulnak írni. A számítógépekkel felszerelt szaktantermek nemcsak ezen szak, hanem a gépészeti és elektrotechnikai osztályok tanulóit is szolgálják. Magas színvonalon folyik a számítástechnikai oktatása.
1993. október 7-én a Nagyszombati Szlovák Műszaki Egyetem Anyagtechnológiai karának kihelyezett munkahelye nyílt meg iskolánkon, ami a régió munkaerőpiacának követelményeire és a fiatalok képzésének állandóan növekvő költségeire reagált. 
Az 1995/96-os tanévben a gépészeti szakon hajók tervezése és javítása szak nyílt egy osztállyal, amely jellegét és küldetését tekintve egyedülálló Szlovákiában. Célja szakemberek képzése a Szlovák Hajógyár számára. Sajnos, a vállalatban bekövetkezett változások miatt a 2001/2002-es tanévben ez a szak megszűnt.

## Baráti kapcsolatok
1994. június 3-4-én baráti kapcsolat jött létre a budapesti Bolyai János Szakközépiskolával. Ugyanebben az évben az iskola felvette a kapcsolatot az Unit Technik des Roc Ost Nederland Enschede-i iskolával.
1995. október 12-14-én Komáromba látogatott a hollandiai iskola két képviselője, s kétoldalú tárgyaláson rögzítették az együttműködés alapjait. Azóta a két iskola tanulói néhány tanár kíséretében minden évben cserekiránduláson vesznek részt. 
1996. június 28-án az iskolát rákapcsolták a napi 24 órás internet világhálózatra. Az 1996/97-es tanévtől kezdve minden év októberében megrendezik a „nyitott kapuk hete“ az alapiskolák végzős tanulói számára, akik megismerkedhetnek az iskola életével, az egyes szakokkal, megtekinthetik a műhelyeket, laboratóriumokat, szaktantermeket, stb. Ily módon saját tapasztalataik, élményeik alapján dönthetik el, hogy az ipariban folytatják-e tanulmányaikat.
Az 1997/98-as tanévben először nyílt lehetőség kétéves érettségi utáni képzésre a Műszaki és informatikai szolgáltatások a gépészetben szakon. Akkor 1 osztály nyílt, ma pedig már 4 osztályban folyik a képzés.
2000 áprilisában a nemzetközi kapcsolatok németországi és belgiumi iskolákkal bővültek. A hollandiai barátok segítségével az iskola bekapcsolódhatott a Sokrates programba.
2001 áprilisában a többéves oktatói-nevelői eredményekért valamint a helyi ipar és gazdaság fejlesztéséhez való hozzájárulásért a Komáromi Városi Képviselőtestület Pro Urbe kitüntetést adományozta az iskolának.
50 év alatt az iskola sok kiváló szakembert és vezető dolgozót nevelt az ipar és vállalkozás számára. Ezekben a nehéz időkben is támogatja a tehetséges tanulókat, hiszen az iskola életét nemcsak a tanítási órák jelentik. Élénk, színes és sikeres iskolán kívüli tevékenység folyik itt. Tehetséges szavalóink vannak, akik szép sikereket érnek el az országos megmérettetéseken is. A helyesírók országos és nemzetközi versenyek állandó résztvevői és sikeres megoldói. Kiváló eredmények születnek a német és angol nyelvű olimpiákon valamint a történelmi és irodalmi vetélkedőkön. 1992-től a Szlovák Köztársaság Iskolaügyi Minisztériuma minden évben az iskolát bízza meg az Ismerd meg a szlovák nyelvet konverzációs verseny megszervezésével. A nyelvi és történelmi versenyeken legjobb eredményt elért tanulók jutalomkiránduláson vesznek részt. Az utóbbi években aktív tevékenységet fejt ki a Diákparlament, amely minden évben megszervezi az elsősök ünnepélyes avatását. Az iparisták rendszeresen látogatják a Jókai Színház, a nyitrai és pozsonyi színházak előadásait. A hagyományos Aranytoll verseny célja az iskola legjobb tanulóinak megjutalmazása félévkor és a tanév végén. A Jókai Színházban vagy a Városi Művelődési Központban évente megrendezésre kerülő ünnepélyes tanévzárón a harmadik évfolyam tanulói műsorral lépnek fel, az iskolaigazgató pedig megjutalmazza a legjobb és legsikeresebb tanulókat.
Szakközépiskola lévén az iskola nagy figyelmet szentel a tanulók matematikai és fizikai olimpiára, a középiskolai szaktevékenység és Zenit, az Infoprog programozási, a Pattantyús Ábrahám Géza műszaki-tanulmányi, az alkalmazott közgazdaságtan, a gépíró és számítógépes versenyekre való felkészítésének. A tanulók és szaktanárok közös, kitartó, lelkiismeretes és felelősségteljes munkáját a legmagasabb szintű versenyeken elért szép eredmények bizonyítják.
Legszínesebb és legaktívabb az iskola sportélete. A tanulók a különböző szintű versenyeken szép sikereket érnek el több sportágban.
A Komáromi Ipari Középiskola alapításakor egy osztállyal indult, a 2001/2002-es tanévben 25 nappali tagozatú és 4 felépítményi osztálya volt: gépészet (6 osztály), elektrotechnika (9 osztály), műszaki és informatikai szolgáltatások a gépészetben (10 + 4 osztály).

## Külső hivatkozások
- Az iskola honlapja